# Jan Brandejs
Jan Brandejs (* 13. prosince 1945 Praha - 15. dubna 2021 Praha) byl v letech 2005 až 2011 a opět v letech 2012 až 2018 členem Rady České televize.

## Život
Vystudoval Filozofickou fakultu Univerzity Karlovy v Praze.
Pracoval na tiskovém odboru Ministerstva průmyslu a obchodu ČR. Později působil jako poradce sociálnědemokratických premiérů Vladimíra Špidly, Stanislava Grosse a Jiřího Paroubka, radil jim v oblastech průmyslu a obchodu, dopravy a stavebnictví.
V říjnu 2005 byl zvolen členem Rady České televize, kvůli jeho úzké vazbě na ČSSD protestovala proti Brandejsově volbě zejména ODS. Do Rady ČT jej navrhlo pražské Občanské sdružení NIKA. V lednu 2009 byl zvolen místopředsedou rady, u příležitosti svého zvolení prohlásil, že by Rada ČT měla pěstovat "standardní a pozitivní vztah k zákonodárcům". Podle serveru Lidovky.cz doslova uvedl: "Oni nás sem vyslali do rady a my k nim máme určité povinnosti." Funkci místopředsedy zastával do ledna 2011, mandát radního ČT mu vypršel v říjnu 2011.
Znovu byl zvolen členem Rady České televize v červnu 2012, tentokrát jej navrhly Konfederace zaměstnavatelských a podnikatelských svazů ČR a Asociace zaměstnavatelů zdravotně postižených ČR. Mandát vykonával do června 2018.